# Ханс Вилхелм фон Каниц
Ханс Вилхелм фон Каниц (на немски: Hans Wilhelm von Kanitz; * 28 ноември 1692 в Поданген в Елбльонгски окръг, Полша; † 10 април 1775 в имението Крафтсхаген в Бартошице, Полша) е благородник от пруския клон на род Каниц, пруски генерал-лейтенант и рицар на ордена Pour le Mérite.
Той е син на Фридрих Вилхелм фон Каниц (1656 – 1719), пруски таен съветник и главен бургграф в Прусия, и първата му съпруга София Барбара фон Тетау (1664 – 1707). Баща му Фридрих Вилхелм фон Каниц се жени втори път на 16 ноември 1708 г. за Кристина Августа фон Ревентлов (1680 – 1741).
Ханс Вилхелм фон Каниц влиза през 1704 г. като юнкер в пруския полк „Фон Каниц“ Нр. 14“ на чичо му генерал-майор Кристоф Албрехт фон Каниц (1653 – 1711) и на 7 април 1714 г. става премиер-лейтенант. На 8 септември 1724 г. като капитан той е шеф на компания в пехотния полк „Граф Финкенщайн Нр. 14“. На 27 ноември 1735 г. той става майор, на 20 април 1741 г. полковник-лейтенант и на 20 януари 1745 г. полковник и през юли командир на пехотния полк „Фон Борке Нр. 29“. На 12 юни 1750 г. той е генерал-майор и шеф на пруския пехотен полк „Фон Шлихтинг Нр. 2.“, който, както тогава е прието, носи неговото име. На 22 януари 1758 г. кралят го издига в генерал-лейтенант. По възраст той е пенсиониран през ноември 1768 г. и получава заплата от 2 000 талера.
Каниц участва във Войната за испанското наследство в Италия (1704) и Нидерландия (1713) и през 1715 г. в похода в Померания. През Първата силезийска война (1740 – 1742) той ръководи батальон. и получава ордена Pour le Mérite. През 1745 г. той участва във Втората силезийска война (1744 – 1745). През юли 1758 г. той е ранен в битката при Цорндорф, докато защитава Берлин от руската армия.

## Фамилия
Ханс Вилхелм фон Каниц се жени през 1723 г. в Крафтсхаген и Швараунен за братовчедката си София Елизабет фон Каниц († 1724), дъщеря на курбранденбургския майор Мелхиор Абел фон Каниц (1667 – 1716) и Катарина Луиза фон Пербандт († 1719). Те имат една дъщеря:
- София Августа фон Каниц (1724 – 1769)

Ханс Вилхелм фон Каниц се жени втори път през 1728 г. в Крафтсхаген и Швараунен за братовчедката си Аделгунда Катарина фон Каниц (1698 – 1776), дъщеря на кралския-пруски бригадиер Мелхиор Ернст фон Каниц († 1730) и Анна Мария фон Шлибен († 1733). Бракът е бездетен.